# Longarina

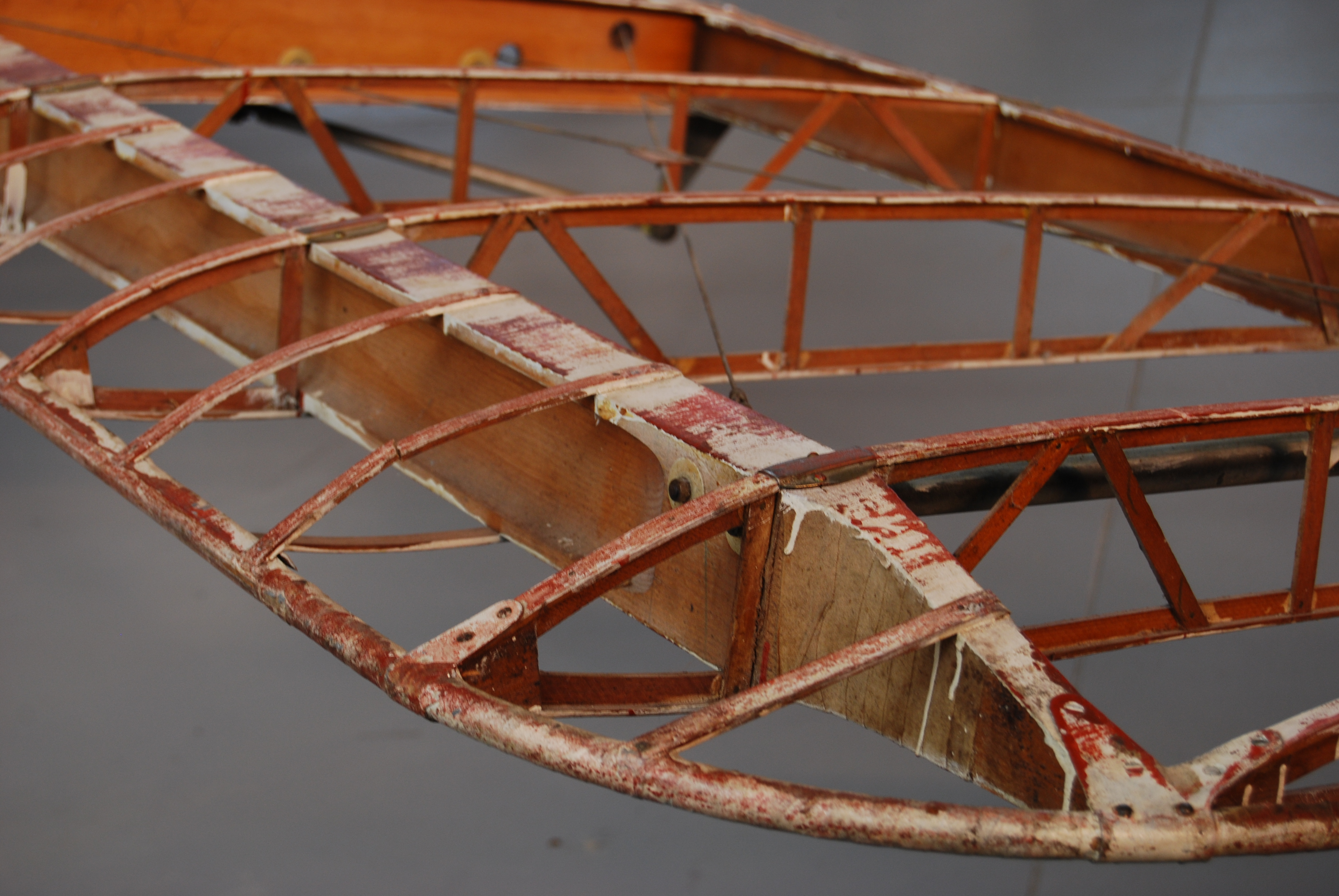
Longarina principal
de um de Havilland DH.60 Moth.

A longarina é a peça ou parte principal, fundamental e indispensável utilizada na montagem da asa de uma aeronave, geralmente com elevada resistência e a maioria delas fabricada com ricas ligas metálicas, ou seja, misturas refinadas em altas temperaturas de dois ou mais metais diferentes encontrados na natureza, selecionados com cuidado e critério por oferecerem propriedades de se adaptar aos frequentes esforços de flexão a que são submetidos durante o voo da aeronave e também nos pousos e decolagens.
A longarina é a mais importante viga ou barra integrante da asa de uma aeronave, a maioria delas fabricada com metais robustos, em processo de fusão. A longarina é responsável por transmitir à fuselagem da aeronave praticamente toda a força de sustentação gerada aerodinamicamente pelo intradorso e extradorso da asa.
Mesmo com o advento do uso intensivo de materiais compostos na construção das fuselagens e partes das asas de aeronaves mais modernas, mais leves e bem mais resistentes, as longarinas de metais continuam sendo importantes dentro da aviação de asa fixa, de modo geral, embora a quantidade de longarinas nas asas de aviões mais modernos esteja sendo diminuída conforme o avanço da tecnologia de ligas metálicas mais resistentes e conforme o avanço da tecnologia de fabricação de longarinas em fibra de carbono.
Alguns fabricantes de aeronaves (Cirrus Aircraft, por exemplo) já usam longarinas de fibra de carbono em seus aviões.
Em relação à asa, geralmente a longarina está disposta longitudinalmente da sua raiz até a ponta, suportanto todo o peso dos tanques de combustível e demais peças integrantes da asa da aeronave.
A longarina também é encontrada em veículos automotores, principalmente pick-ups ou caminhonetes, caminhões e carretas. Ela é um dos principais componentes que constituem o chassis de um veículo. As longarinas não são mais do que vigas de secção variável montadas longitudinalmente que proporcionam rigidez estrutural ao chassis.
Longarina também é o nome dado à peça usada para na fabricação de cadeiras fixas em sequência.
As longarinas também são usadas na fabricação de embarcações.